# Anna Zaháňská († 1541)

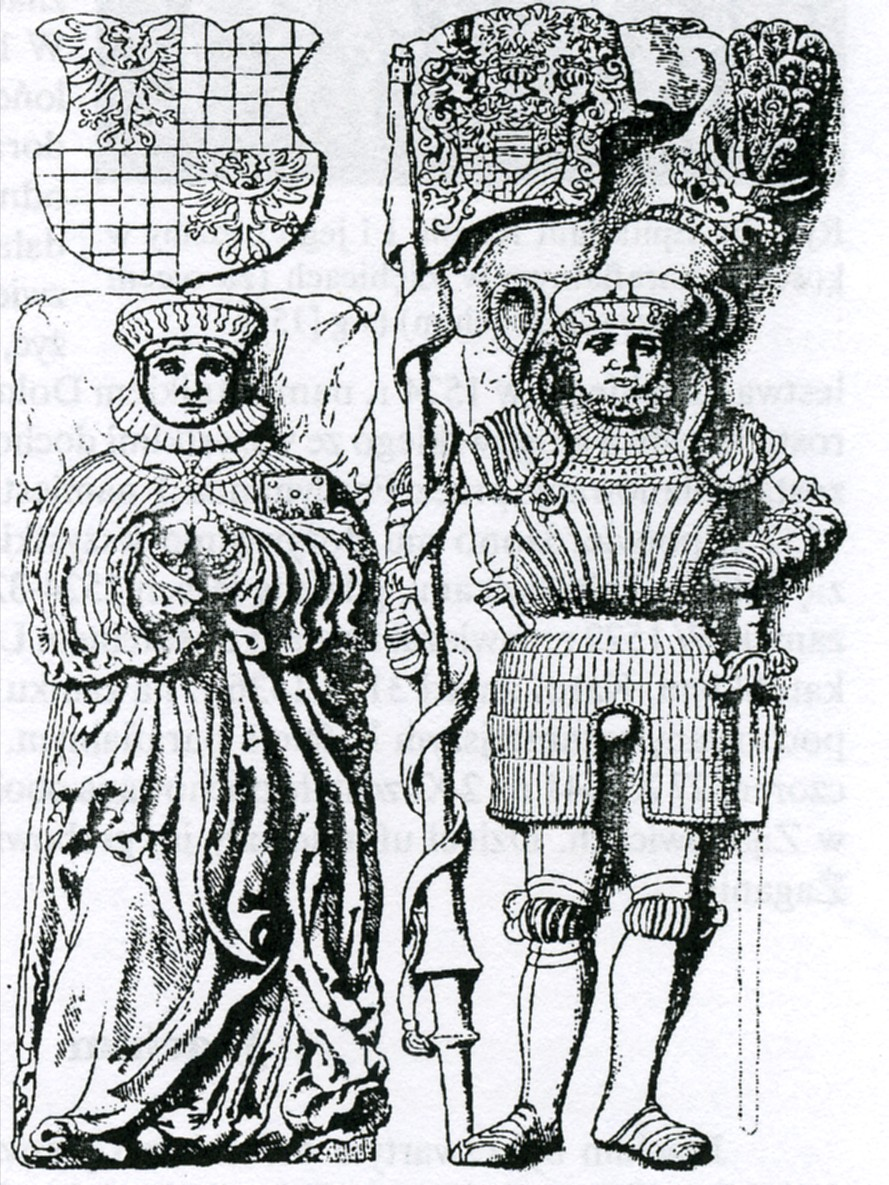
Náhrobek Karla I. Minsterberského a Anny Zaháňské.

Anna Zaháňská též Hlohovsko-Zaháňská či Zaháňsko-Hlohovská († 1541) byla minsterbersko-olešnická kněžna z rodu slezských Piastovců, poslední žijící členkou jeho hlohovsko-zaháňské větve.
Byla dcerou hlohovsko-zaháňského knížete Jana II. Šíleného. Provdala se za minsterbersko-olešnického knížete Karla I., s nímž měla čtyři syny – Jáchyma, Jindřicha, Jana a Jiřího a dceru Hedviku.
Je pohřbena po boku svého manžela ve farním kostele sv. Anny ve Frankenštejnu.